# Comuna Biloțerkivka, Kuibîșeve
Biloțerkivka (în ucraineană Білоцерківка) este o comună în raionul Kuibîșeve, regiunea Zaporijjea, Ucraina, formată din satele Biloțerkivka (reședința) și Cereșneve.

## Demografie
Componența lingvistică a comunei Biloțerkivka
     Ucraineană (91,7%)
     Rusă (7,08%)
     Alte limbi (0,59%)
Conform recensământului din 2001, majoritatea populației comunei Biloțerkivka era vorbitoare de ucraineană (91,7%), existând în minoritate și vorbitori de rusă (7,08%).